# احمد مشایخی
میرزا احمدخان مشایخی ملقب به مستشار السلطنه (۱۲۶۰خ تبریز - ۱۳۴۸خ تهران) از رجال دوران قاجار و پهلوی بود.
میرزا احمدخان در تبریز به دنیا آمد. پدرش حاج میرزا عبدالکریم زمیندار و شاغل در دارالحکومه بود. خودش هم پس از تحصیلات متعارف زمان به استخدام وزارت داخله درآمد. در سال ۱۲۸۹ خورشیدی، رئیس کابینه (رئیس دفتر) شکرالله خان معتمد خاقان حاکم اصفهان شد. معتقد خاقان عباس خان رئیس نظمیه اصفهان را برکنار کرد و عباس خان برای انتقامگیری در صبح سیزدهم بهمن ۱۲۸۹ خورشیدی وارد دفتر معتمد خاقان شد و همه حاضران را به گلوله بست. معتمد خاقان بسختی مجروح شد و پسرعمویش عبدالرحیم خان صدری در دم جان سپرد اما به میرزا احمدخان آسیبی نرسید. عباس خان که بعداً مشخص شد قفقازی و تبعه روسیه است اما تابعیت خود را پنهان کرده، به کنسولگری روسیه پناه برد و برای محاکمه به روسیه فرستاده شد.
در زمان نخست‌وزیری وثوق الدوله به بروجرد رفت و رئیس نظمیه و سپس حاکم بروجرد شد. در دوره چهارم که در تیر ۱۳۰۰ گشایش یافت به عنوان نماینده بروجرد وارد مجلس شد و یکی از جوانترین نمایندگان بود. در مجلس به سید حسن مدرس نزدیک شد و علیه سردارسپه فعالیت کرد. پس از پایان دوره  نمایندگی اش در دوازدهم آبان ۱۳۰۲ رئیس بلدیه (شهردار) تبریز شد. مدتی نیز حکومت زنجان، قزوین و کاشان را داشت و سپس مدیرکل وزارت کشور شد.
مستشار السلطنه در جوانی با خانواده اعلم وصلت کرد و بعدها غنیمه خانم، دختر سردار مدحت را به زنی گرفت که از سران قشون بود. غنیمه خانم پیش از مستشارالدوله همسر مویدالممالک شیرازی بود.